# T&N
T&N（ティー・アンド・エヌ）は、2011年にヘヴィメタル・バンド「ドッケン」の現メンバーおよび元メンバーが結成したアメリカ合衆国のヘヴィメタル・バンドである。

## 略歴
元々、「トゥース・アンド・ネイル (Tooth and Nail)」と名付けられていたバンドは、名前がすでに商標登録されていたため、法的な問題により2012年3月に名前を変更せざるを得なかった。
バンドは、2012年10月31日にリリースされる予定のオリジナル曲とドッケンのカバー曲の両方を収録したアルバムをレコーディング中であることを2011年12月15日に発表した。2012年9月24日、アルバムのタイトルが『スレイヴ・トゥ・ジ・エンパイアー』と発表され、10月31日に「Rat Pak Records」からリリースされた。
T&Nは、2012年後半に『スレイヴ・トゥ・ジ・エンパイアー』をサポートするツアーを開催し、10月から12月にかけてアメリカ、東アジア、ヨーロッパで公演を行った。リンチによれば、バンドはもう1枚のアルバムのための音楽をレコーディングしているが、リリース日は未定であるという。2019年6月、ブラウンは引退を発表した。

## メンバー
- ジェフ・ピルソン (Jeff Pilson) - ボーカル、ベース、ギター、キーボード、アコースティックギター (2011年– )
- ジョージ・リンチ (George Lynch) - ギター、アコースティックギター、バック・ボーカル (2011年– )
- ミック・ブラウン (Mick Brown) - ドラム、パーカッション、ボーカル (2011年–2019年)

## ディスコグラフィ

### スタジオ・アルバム
- 『スレイヴ・トゥ・ジ・エンパイアー』 - Slave to the Empire (2012年)